# 火の鳥 (中島美嘉の曲)
「火の鳥」（ひのとり）は、中島美嘉の12枚目のシングル。2004年6月2日にソニー・ミュージックアソシエイテッドレコーズから発売された。

## 概要
表題曲は、『火の鳥』のアニメーション・シリーズのエンディングテーマとしての依頼を受け制作された。カップリングには、2004年2月25日発売された久保田利伸のトリビュート・アルバム『SOUL TREE〜a musical tribute to toshinobu kubota〜』に収録された「Missing」がカバーされている。

## 収録曲
1. 火の鳥
  - 作詞：湯川れい子／作曲：内池秀和／編曲：冨田恵一
  - NHKテレビアニメ『火の鳥』エンディングテーマ
2. Missing
  - 作詞・作曲：久保田利伸／編曲：島健
3. 火の鳥（Instrumental）

## 収録アルバム
- MUSIC (#1)
- ずっと好きだった〜ALL MY COVERS〜 (#2)
- DEARS (#1)